# Калнияз Шопыкулы
Калнияз Шопыкулы (1816, Самские пески, Мангыстау — 1902, местность Гиссар, Таджикистан) — казахский жырау, кюйши. Происходит из рода адай племени байулы Младшего жуза.
Участвовал в походах против Хивинского ханства. Переехал в Хорезм, выразив недовольство «временному правилу» царской власти (1868). В 1870—1880 годах жил в Таджикистане, позже переехал в Афганистан. Из-за давления местной власти вынужден был вернуться в Душанбе (Гиссар). Жыр «Ер Қармыс», толгау «Жаскелеңмен айтысы», «Көтібар бөтен кісім бе?» К. широко известны в Мангыстау, Атырау, Каракалпакстане, Туркменистане. В жырах Калнияз говорится о народной судьбе, защите родной земли. Калнияз — один из исполнителей жыра «Қырымның қырық батыры» («Сорок Крымских батыров»). Жыры Калнияз опубликованы в сборниках «Аламан» (Ташкент. 1926), «Ақберен»(А., 1972), «19 ғасырдагы қазақ поэзиясы» (А., 1985), «Абыл, Нұрым, Ақтаным…» (А., 1997).